# Ramsö (Brändö, Åland)
Ramsö är en ö i Åland (Finland). Den ligger i den östra delen av landskapet, 70 km nordost om huvudstaden Mariehamn.